# Sandro Ruotolo
Alessandro (Sandro) Ruotolo (ur. 9 lipca 1955 w Neapolu) – włoski dziennikarz i polityk, senator, poseł do Parlamentu Europejskiego X kadencji.

## Życiorys
W 1973 zdał egzamin maturalny. W młodości był związany z komunistyczną partią PdUP per il Comunismo. Pracował jako dziennikarz, zaczynał w dzienniku „il manifesto”. Na początku lat 80. został pracownikiem RAI, był korespondentem tego nadawcy z Neapolu. Później współpracował z Michelem Santoro, współtworząc programy Samarcanda, Il rosso e il nero, Tempo reale, Moby Dick, Moby’s, Circus czy Annozero. RAI opuścił w 2011, współpracował później z telewizją LA7 i gazetą internetową „Fanpage.it”.
W 2020 wszedł w skład Senatu XVIII kadencji w miejsce zmarłego Franca Ortolaniego; mandat senatora sprawował do 2022. W wyborach w 2024 z listy Partii Demokratycznej został wybrany do Parlamentu Europejskiego X kadencji.